# Национален институт по ориенталски езици и култури
Националният институт по ориенталски езици и култури (на френски: Institut national des langues et civilisations orientales), съкратено НИОЕК (INALCO), е висше училище в Париж, Франция.
Специализиран е в обучението по езици и култури от света. Обхваща езици от Централна Европа, Африка, Азия, Америка и Океания.
„Ланг О“ (Langues O) е неофициално име, дадено от поколения студенти на Специалното училище, след това Кралско, после Имперско, след това Национално, на източните езици в Париж, което приема настоящото си име през 1971 г.
Сред завършилите училището има много учители, изследователи, лингвисти и дипломати.

## Професори
- Катица Кюлавкова, поетеса, есеистка, писателка, литературна критичка